# Anochetus splendidulus
Anochetus splendidulus é uma espécie de formiga do gênero Anochetus, pertencente à subfamília Ponerinae.